# Japanse Alpen

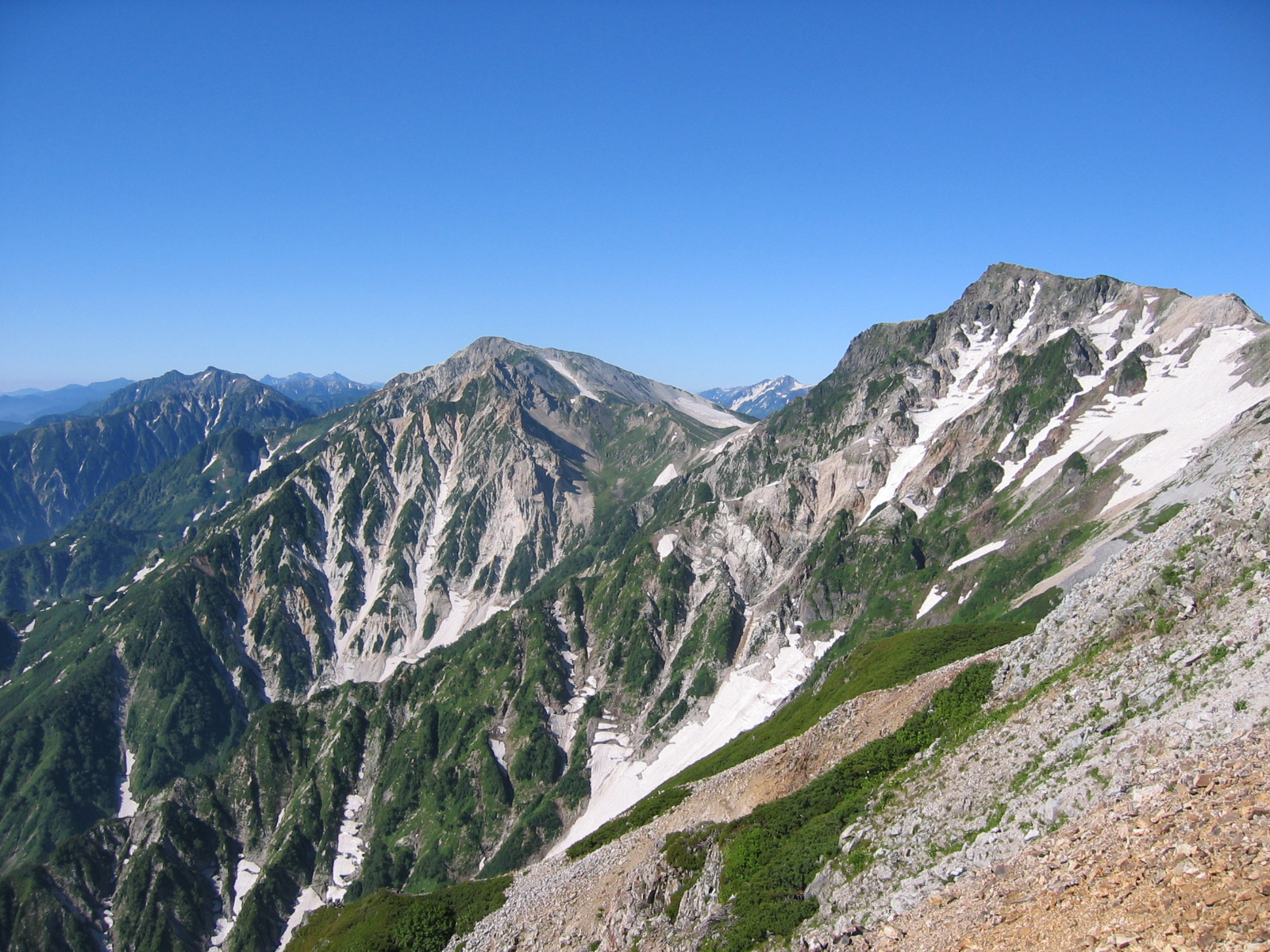
De toppen van de berg Shirouma in de Hida-bergen

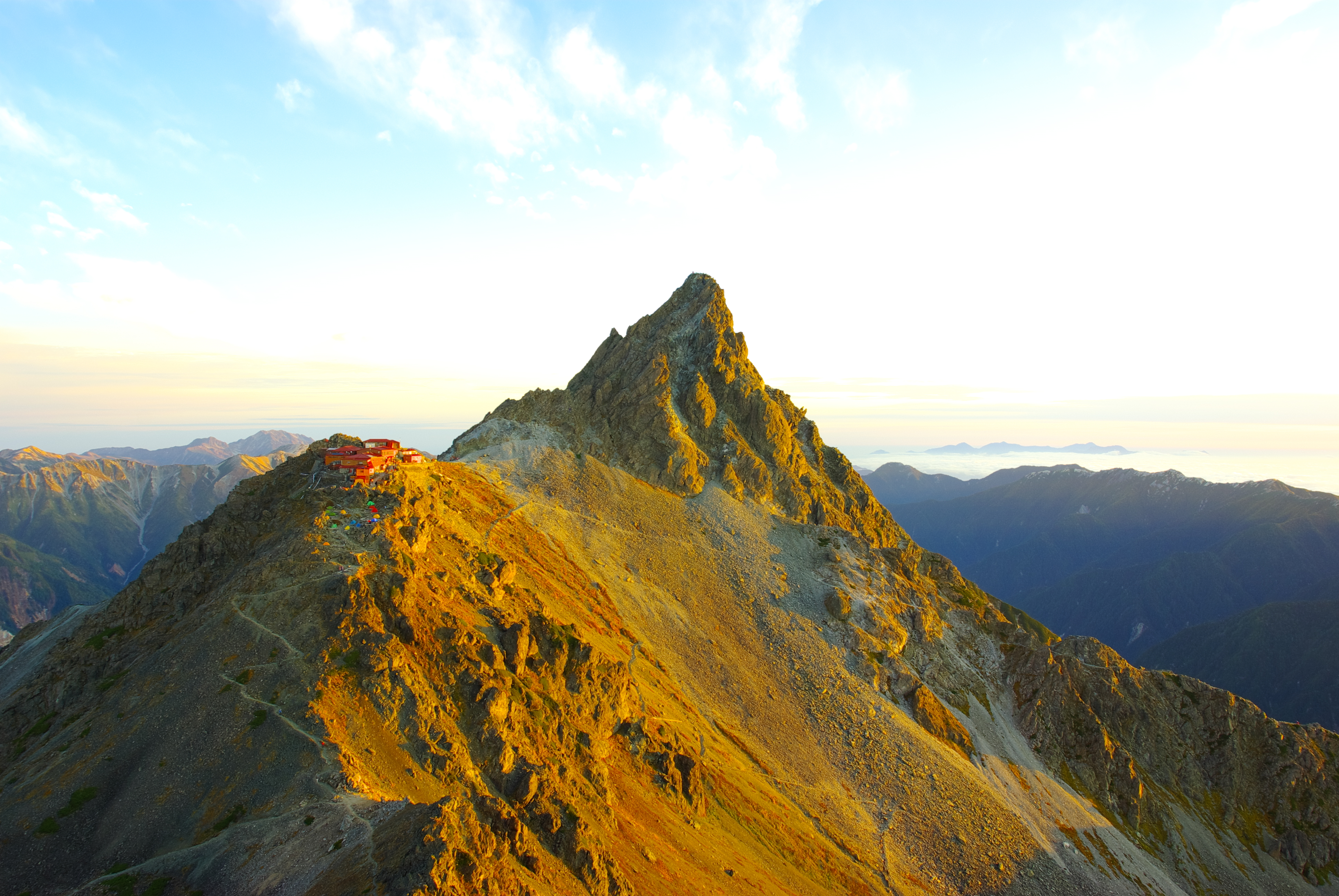
De top van de Yari in de ochtendzon

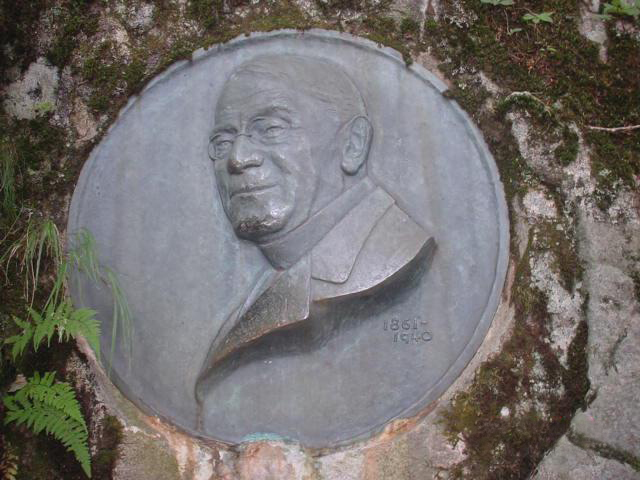
Dominee Walter Weston

De Japanse Alpen (日本アルプス,Nihon Arupusu) zijn een bergketen in Japan die het eiland Honshu in tweeën deelt. Het bestaat uit het Hidagebergte (飛騨山脈), het Kisogebergte (木曽山脈) en het Akaishigebergte (赤石山脈). De bergketen telt een aantal bergen die boven de 3000 meter uitrijzen.

## Naamgeving
De term "Japanse Alpen" werd populair gemaakt door dominee Walter Weston, de 'bergdominee', die de schoonheid van de Japanse Alpen opmerkte en in zijn gids over Japan (1881) beschreef. In 1896 publiceerde hij een tweede boek, “Mountaineering and Exploration in the Japanese Alps”, dat de interesse van de Japanners aanwakkerde. Vanaf die tijd werd wandelen in de Japanse Alpen een van de grootste hobby’s van de Japanners zelf. In Kamikochi staat een standbeeld ter nagedachtenis aan Walter Weston.

## Toppen
Enkele van de hoogste bergen van Japan horen in deze bergketen; de hoogste zijn Hotaka-dake  met 3190 meter en Kita-dake met 3193 meter. De berg Ontake in de prefectuur Nagano is een bedevaartsoord en een actieve vulkaan met uitbarstingen in 1979, 1980 en 2014.